# Deodatus gróf

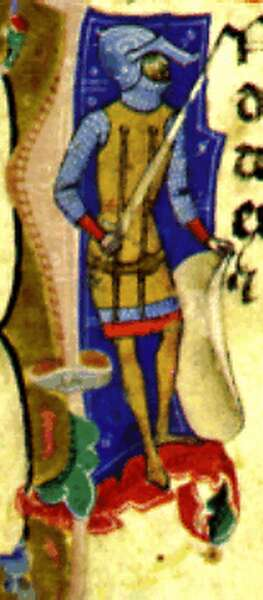
Deodatus gróf a Képes Krónikában

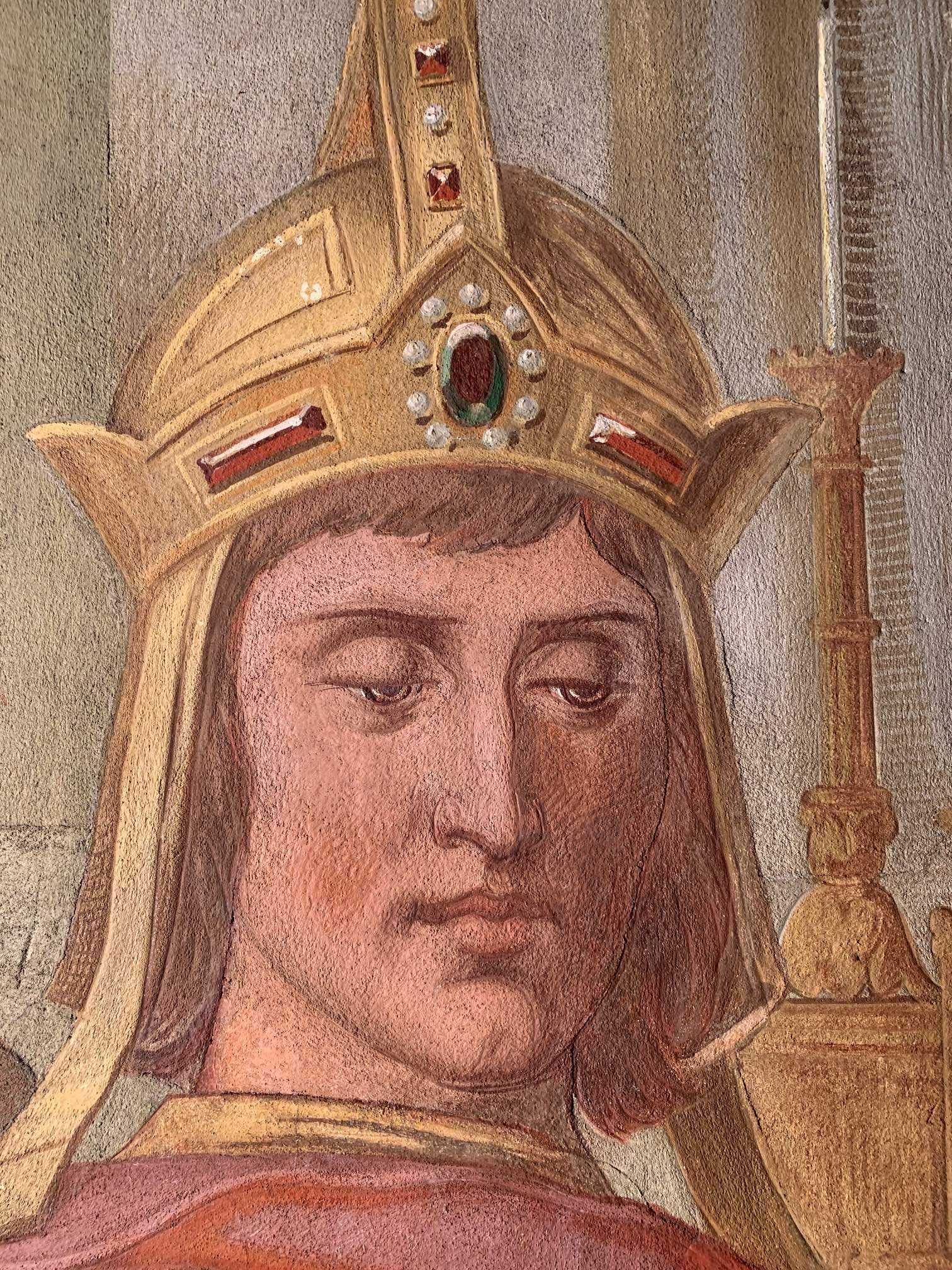
Deodatus gróf Moralt freskóján az Esztergomi Bazilikában, 1855

Deodatus gróf a Képes krónika szerint egy normann származású nemes, nápolyi gróf volt, aki a Sanseverino családhoz tartozott. A legenda szerint I. István magyar király keresztapja volt 983-ban.

## Élete
Deodatus az egyik legelső nyugati személy volt, aki Magyarországra került Géza fejedelem uralkodása alatt, amikor kezdte a népét a kereszténységre téríteni. A XIV. századbeli hagyomány szerint Deodatus I. (Szent) István keresztapja volt, és Észak-Magyarországon voltak területei, ahol egy bencés kolostort is alapított. István a hagyomány szerint nem Deodatusnak hívta a grófot, hanem Tatának, és utána kapta a nevét a kolostor, az ott lévő vár és a mai város (vö. Tata).

## Származása
Deodatus származása vitatott és bizonytalan, hiszen amikor a krónikák szerint Magyarországra került, a normannok még nem telepedtek le a Itáliában. Valószínű, hogy később azért tartották normannak a magyar krónikások, mert olyan olasz területről származott, ahol a XI. század közepétől normannok éltek.